# Жнива (фестиваль)
«Жнива» — міжнародний етнографічний фестиваль. Традиційно проводиться в Україні на майданчиках просто неба. У рамках фестивалю відбуваються концерти, майстер-класи народних ремесел, ярмарки виробів народних майстрів, виставки антикварних речей, альтернативні види розваг для дітей тощо.
Підназви фестивалю «Жнива» щороку відображають головний момент фестивального дійства.

## Концепція фестивалю
Головним завданням фестивалю є відкриття українцям прадавніх народних традицій, пробудження гордості за рідну традиційну культуру та безцінну історичну спадщину.
Цілі фестивалю:
- Збереження та популяризація народних традицій, мистецької спадщини.
- Сприяння розвитку екологічної свідомості громадян України.
- Надання творчого простору для автентичних фольклорних гуртів і гуртів вторинного виконання.
- Забезпечення повноцінного сімейного відпочинку на природі.
- Заохочення місцевих органів самоврядування до якісного підвищення культурного рівня сіл.
- Сприяння розвитку зеленого туризму на територіях України без гір і морів.

## Історія

Перший міжнародний фестиваль «Жнива-2009. Сніп» у селі Ковалівка

### «Жнива-2009. Сніп»
Перший міжнародний фестиваль «Жнива-2009. Сніп» проходив 15-16 серпня 2009 року в селі Ковалівка Київської області. У фестивалі брали участь автентичні гурти з різних сіл України, професійні ансамблі та закордонні world music гурти.
Під час фестивалю всі охочі мали змогу навчитися укладати снопи, молотити зерно і випікати хліб. Кульмінацією фестивалю стало встановлення велетенського снопа та занесення цієї події до книги рекордів України.

### «Жнива-2011. Весілля»
Другий міжнародний фестиваль «Жнива-2011. Весілля» проходив 5-7 серпня 2011 року в Музеї народної архітектури та побуту «Пирогів». Головна тема фестивалю-2011 — традиційне українське весілля. Автентичні гурти України та провідні фольклорні гурти відтворювали весільні обряди, пісні, танці.
Традицією фестивалю стає виготовлення та встановлення великих гнізд для лелек, привертаючи таким чином до осель щастя, мир та народження діточок.

### «Жнива-2012. Толока»
Третій міжнародний фестиваль «Жнива-2012. Толока» проходив 3-5 серпня 2012 року знову в «Пирогові».

### «Жнива-2013. Домоткань»
Запланований на 2-4 серпня 2013 року в «Пирогові».